# Серседілья
Серседілья (ісп. Cercedilla) — муніципалітет в Іспанії, у складі автономної спільноти Мадрид. Населення — 7089 осіб (2010).
Муніципалітет розташований на відстані близько 46 км на північний захід від Мадрида.
На території муніципалітету розташовані такі населені пункти: (дані про населення за 2010 рік)
- Каморрітос: 172 особи
- Серседілья: 6572 особи
- Пуерто-де-Навасеррада: 105 осіб
- Ель-Баїльйо-і-Лас-Охараскас: 33 особи
- Лас-Деесас: 207 осіб

## Демографія
Динаміка населення (INE ):

## Галерея зображень

Розташування муніципалітету у автономній спільноті Мадрид
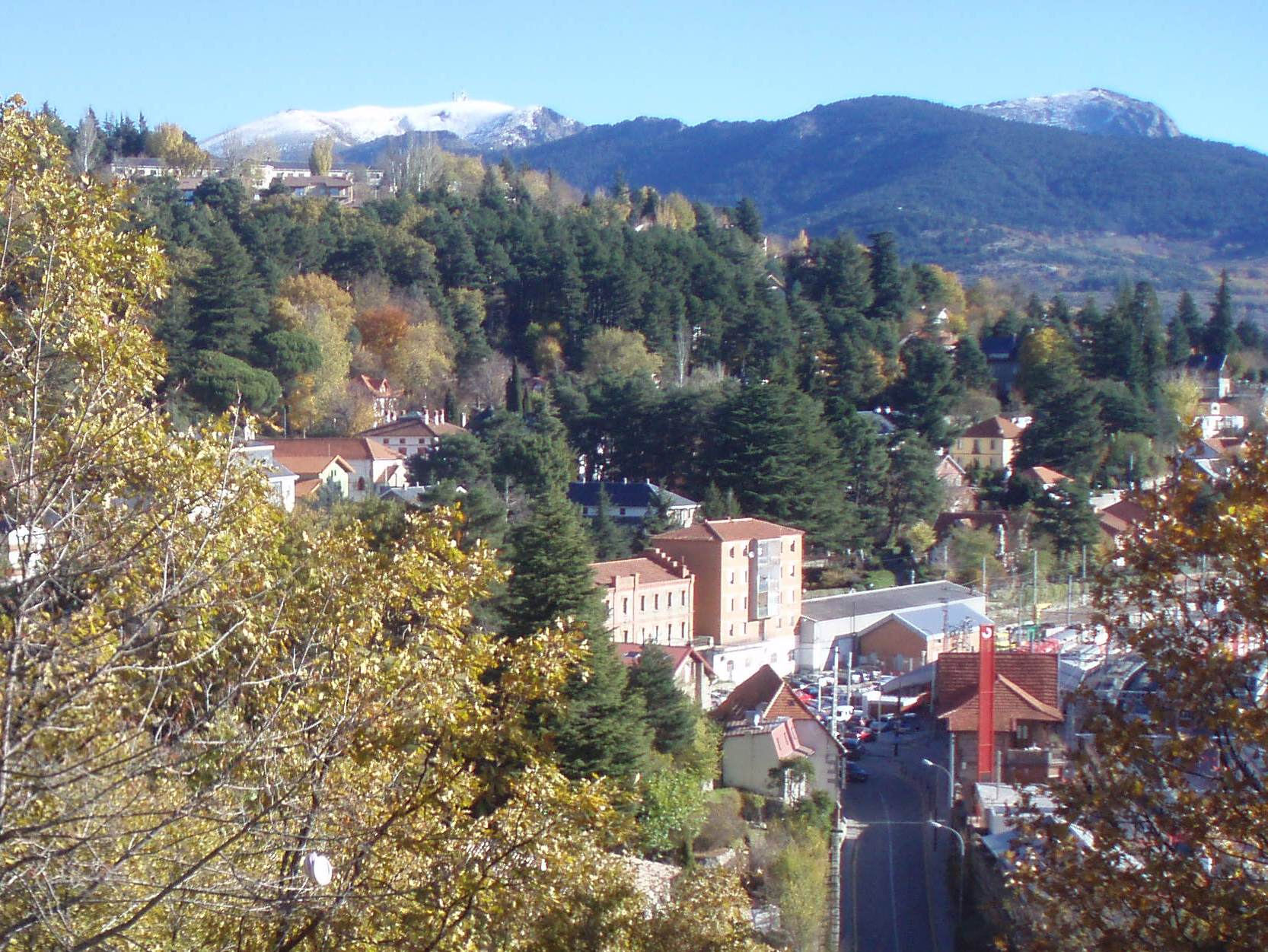
Серседілья
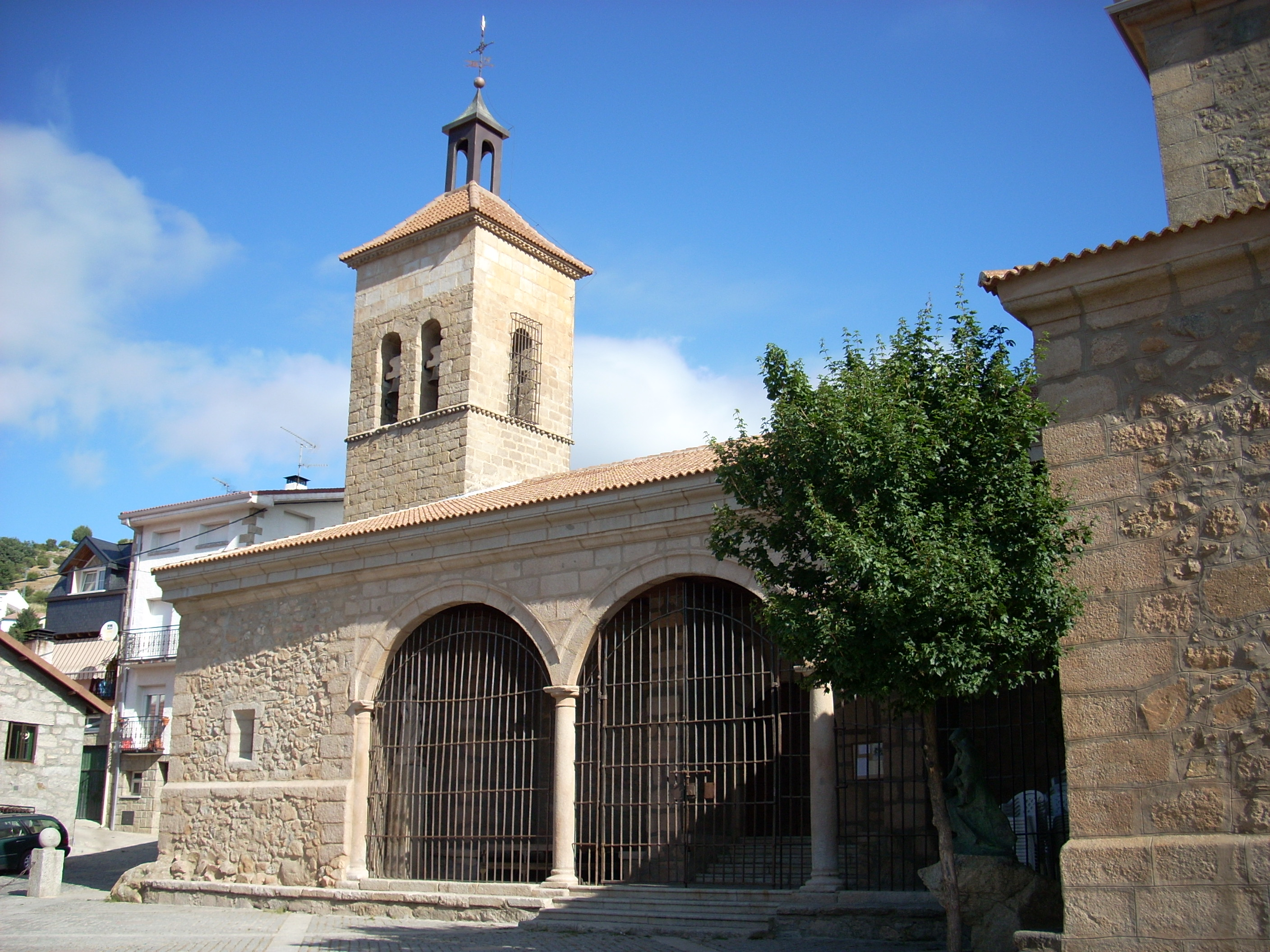
Церква Сан-Себастьян